# Filipp Golikow
Filipp Iwanowicz Golikow (ros. Филипп Иванович Голиков; ur. 2 lipca?/15 lipca 1900 we wsi Borisowa w obwodzie kurgańskim, zm. 29 lipca 1980 w Moskwie) – radziecki dowódca wojskowy, marszałek Związku Radzieckiego (1961).

## Życiorys
Urodził się w rodzinie chłopskiej. Od 1918 był członkiem RKP(b), od tegoż roku na służbie w Robotniczo-Chłopskiej Armii Czerwonej. Brał udział w wojnie domowej, po jej zakończeniu do 1931 pracował na różnych stanowiskach partyjnych i państwowych. Następnie był dowódcą pułku strzeleckiego, dywizji, brygady zmechanizowanej, korpusu zmechanizowanego, członkiem Rady Wojskowej Białoruskiego Okręgu Wojskowego. W 1933 ukończył Akademię Wojskową im. Frunzego.
Od listopada 1938 był dowódcą Winnickiej Grupy Armijnej, 17 września przekształconej w 6 Armię (80 834 żołnierzy, 630 dział i moździerzy, 675 czołgów). Na jej czele brał udział w agresji ZSRR na Polskę. Jak podaje rosyjski historyk Władimir Bieszanow, nie posiadając większych sukcesów militarnych, wyróżnił się na „froncie egzekucji”. Podpisał m.in. rozkaz zezwalający szefom wydziałów specjalnych funkcjonującym przy dowództwach korpusów jego armii na rozstrzeliwanie bez sądu wybranych przez nich osób spośród mieszkańców zajmowanych terytoriów „wrogów ludu” (członków polskiej administracji, policjantów, jeńców wojennych, kułaków). Jego rozporządzenia w tej sprawie były wykonywane przez podległych mu dowódców i komisarzy tak gorliwie, że prokurator wojskowy 6 Armii złożył na postępowanie Golikowa skargę do samego Stalina, co zaowocowało naganą ze strony narkoma.
Od 1940 do 1941 był zastępcą szefa Sztabu Generalnego i szefem Głównego Zarządu Wywiadowczego. Generał major. Stał na czele radzieckiej misji wojskowej w Wielkiej Brytanii i USA.
Po ataku Niemiec na ZSRR dowodził 10 i 4 Armią Uderzeniową, Frontami Briańskim i Woroneskim, 1 Gwardyjską Armią. Od kwietnia 1943 był zastępcą ludowego komisarza obrony do spraw kadr, od maja 1943 szefem Głównego Zarządu Kadr Ludowego Komisariatu Obrony ZSRR. Od 1950 dowodził Samodzielną Armią Zmechanizowaną, od 1956 był komendantem Wojskowej Akademii Wojsk Pancernych, w latach 1958–1962 był szefem Głównego Zarządu Politycznego Radzieckiej Armii i Marynarki Wojennej.
Od 1962 był w Grupie Generalnych Inspektorów Ministerstwa Obrony ZSRR. Członek Komitetu Centralnego KPZR w latach 1961–1966.
Został pochowany na Cmentarzu Nowodziewiczym.

## Awanse
- kombrig – 26 listopada 1935
- komdiw – 31 grudnia 1937
- komkor – 8 stycznia 1938
- generał porucznik – 4 czerwca 1940
- generał pułkownik – 19 stycznia 1943
- generał armii – 8 maja 1959
- marszałek Związku Radzieckiego – 8 maja 1961

## Odznaczenia i wyróżnienia
Według niektórych publikacji był dwukrotnym Bohaterem Związku Radzieckiego, lecz większość źródeł nie podaje takiej informacji.
- Order Lenina – czterokrotnie (1941, 1945, 1950, 1960)[1]
- Order Rewolucji Październikowej (1968)
- Order Czerwonego Sztandaru – czterokrotnie (1933, 1942, 1944, 1949)
- Order Suworowa I klasy (1943)
- Order Kutuzowa I klasy (1944)
- Order Czerwonego Sztandaru Pracy (1980)
- Order Czerwonej Gwiazdy – dwukrotnie (1936, 1970)
- Order „Za służbę Ojczyźnie w Siłach Zbrojnych ZSRR” III stopnia (1975)
- Medal 100-lecia urodzin Lenina
- Medal „Za obronę Stalingradu”
- Medal „Za obronę Moskwy”
- Medal „Za zwycięstwo nad Niemcami w Wielkiej Wojnie Ojczyźnianej 1941–1945”
- Medal jubileuszowy „Dwudziestolecia zwycięstwa w Wielkiej Wojnie Ojczyźnianej 1941–1945”
- Medal jubileuszowy „Trzydziestolecia zwycięstwa w Wielkiej Wojnie Ojczyźnianej 1941–1945”
- Medal „Weteran Sił Zbrojnych ZSRR”
- Medal jubileuszowy „XX lat Robotniczo-Chłopskiej Armii Czerwonej”
- Medal jubileuszowy „30 lat Armii Radzieckiej i Floty”
- Medal jubileuszowy „40 lat Sił Zbrojnych ZSRR”
- Medal jubileuszowy „50 lat Sił Zbrojnych ZSRR”
- Medal jubileuszowy „60 lat Sił Zbrojnych ZSRR”
- Honorowa Złota Broń z godłem ZSRR (1968)